# Partido Revolucionario de los Trabajadores Centroamericanos
El Partido Revolucionario de los Trabajadores Centroamericanos (PRTC) fue una organización de ideología marxista y centroamericanista de izquierda revolucionaria que estaba influido ideológicamente por el marxismo-leninismo, el marxismo vietnamita, el foquismo del Che Guevara y el pensamiento unionista centroamericano de Francisco Morazán.

En 1975, el doctor Fabio Castillo Figueroa, exrector de la Universidad de El Salvador, inició contactos con grupos de militantes de izquierda, en Costa Rica, Honduras, El Salvador, Nicaragua y Guatemala para constituir un partido revolucionario en toda Centroamérica. El 25 de enero de 1976 se constituye el PRTC, y se celebra el primer congreso de la organización, en Costa Rica, con delegados de todos los países de la región.

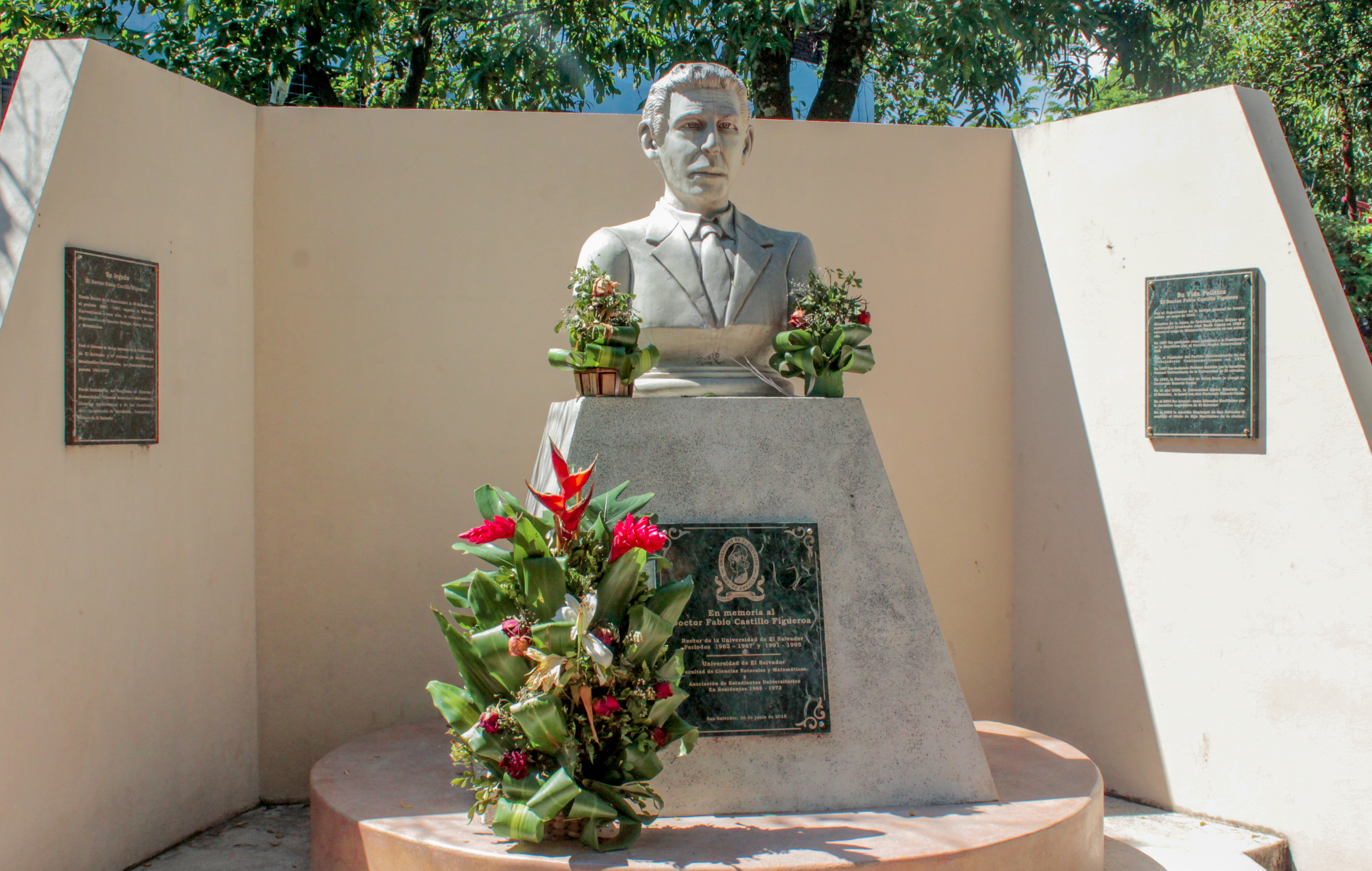
Busto del Dr. Fabio Castillo Figueroa.

El primer secretario general del PRTC fue el doctor Castillo Figueroa. Se organizaron direcciones de zona en cada uno de los países centroamericanos, excepto en Nicaragua. Las secciones de PRTC que alcanzaron mayor desarrollo fueron las de El Salvador y Honduras.
En el segundo congreso del PRTC, que se realizó en Tegucigalpa, Honduras, en abril de 1979, se toma la decisión de dar independencia táctica a cada una de las secciones del PRTC, a solicitud de los delegados de El Salvador, que deseaban organizar un aparato militar propio. En esta reunión, se nombró como secretario general de la organización al hondureño José María Reyes Mata.

## PRTC El Salvador
El origen del PRTC en El Salvador, está en la Organización Revolucionaria de los Trabajadores (ORT) grupo que se escindió en 1973 del Ejército Revolucionario del Pueblo y del que formaban parte Francisco Jovel, Fabio Castillo Figueroa, Nidia Díaz, Roberto Galeano, Francisco Velis, Mario López y Humberto Mendoza.
La dirección de zona de El Salvador, estuvo formada por Roberto Galeano (Comandante Jacinto Sánchez) responsable del frente interno durante los años de guerra y jefe del frente paracentral, San Vicente; Mario López(Comandante Venancio), primer secretario de zona (1975-1979), Francisco Jovel, (Comandante Roberto Roca) secretario de zona (1979-1992), Marta Valladares (Comandante Nidia Díaz) y Manuel Melgar (Comandante Rogelio Martínez). En 1979, se creó el Movimiento de Liberación Popular (MLP), frente de masas que agrupaba a sindicatos, organizaciones campesinas y universitarias afines al PRTC. Este movimiento de masas fue creado por Luis Díaz y Humberto Mendoza.
Las demás organizaciones armadas de izquierda de El Salvador, (FPL, ERP, RN, PCS), consideraban al PRTC como un grupo trotskista y no aceptaron su participación, durante los primeros esfuerzos de unificación del movimiento revolucionario salvadoreño.
El 4 de agosto de 1980, miembros del PRTC emboscaron a un convoy de la policía de aduanas, matando al corresponsal de la revista Proceso, Ignacio Rodríguez Terrazas, señalando de su asesinato a los agentes de aduana.
En octubre de 1980, las secciones del PRTC, se reunieron en Managua (Nicaragua), y decidieron disolver la estructura regional de dirección y crear la Conferencia de Partidos Revolucionarios de Centroamérica, para mantener las relaciones entre ellos. El 15 de octubre, miembros del PRTC atacan el cuartel San Carlos, por el aniversario del golpe de Estado de 1979.
Solo fue hasta la disolución de la estructura de dirección regional, cuando las demás organizaciones armadas salvadoreñas aceptaron que el 5 de diciembre de 1980, el PRTC de El Salvador se incorporara al Frente Farabundo Martí para la Liberación Nacional, que se había fundado el 10 de octubre de ese mismo año.
Durante la guerra civil, las fuerzas guerrilleras del PRTC, se concentraron en áreas rurales de Cuscatlán, San Vicente y Usulután así como en el Cerro de Guazapa, en el departamento de San Salvador; además de crear los Comandos Urbanos Mardoqueo Cruz, una unidad militar que operó en el área metropolitana de San Salvador.
En noviembre de 1980 fue asesinado por un escuadrón de la muerte Humberto Mendoza, secretario general del MLP y miembro de la dirección del PRTC. En abril de 1985, la Fuerza Armada capturó en combate a la Comandante Nidia Díaz, que fue mantenida como prisionera de guerra hasta que fue canjeada por la hija del presidente José Napoleón Duarte, secuestrada por el FMLN. En junio de 1985, el PRTC se responsabilizó de la "Masacre de la Zona Rosa", ataque de una columna guerrillera contra un restaurante en la zona diplomática de San Salvador, donde murieron cuatro infantes de marina de los Estados Unidos, que formaba parte de la seguridad de la embajada norteamericana.
El 29 de diciembre de 1981, muere en combate el guerrillero venezolano Julio César Guzmán "Antonio Silva", cerca de Laguna de Apastepeque, entre los municipios de Santa Clara y San Esteban Catarina, departamento de San Vicente.
No fue hasta el 18 de abril de 1985, cuando es arrestados los comandantes Nidia Díaz, Marcelo y Marcelino, pertenecientes al Destacamento Luis Adalberto Díaz del PRTC. Años después Nidia Díaz se convertiría en una de las firmantes del tratado de paz.

### Acuerdos de Paz
Después de la firma de los Acuerdos de Paz de Chapultepec, en 1992, el PRTC desmovilizó su aparato militar. En 1993, fueron asesinados los Comandantes del PRTC, Francisco Velis y Mario López; el FMLN denunció este crimen como una violación del acuerdo de paz y consideró el hecho una provocación de los grupos de ultraderecha (escuadrones de la muerte). En 1995, después de la transformación del FMLN en un partido político, el PRTC acordó la disolución de sus estructuras internas y su unificación plena en el FMLN. En la actualidad varios dirigentes históricos del PRTC continúan participando en las estructuras de dirección del FMLN, entre ellos Manuel Melgar, diputado al Parlamento Centroamericano; Nidia Díaz, diputada de la Asamblea Legislativa y Luis Alberto Corvera, secretario departamental del FMLN en Santa Ana.
El 28 de diciembre del 2015 FMLN confirmó del fallecimiento del comandante Oscar Miranda Flamenco, líder histórico del PRTC.

## Partido Revolucionario de los Trabajadores Centroamericanos de Honduras
Se le asigna la lucha en territorio hondureño a José María Reyes Mata, principal dirigente del brazo armado seccionado del PRTC en Honduras, Mata que era un viejo partidario en las luchas sociales del país asume tal tarea. Recogiendo hombres aquí y allá, unos mejor preparados que otros, Mata logra formar una columna de 96 combatientes en la vecina república de Nicaragua cuando este hecho es conocido por la dirigencia sandinista, surgen dos criterios opuestos:
1. Frenar las actividades de los rebeldes hondureños para impedir que se acuse a los comandantes de exportar la revolución a los demás países de Centroamérica, cargo suficientemente difundido tomando como pretexto el desarrollo de las luchas revolucionarias en El Salvador.[18]
2. El otro criterio será darle todas las facilidades del caso al proyecto insurreccional de Honduras para hacerles sentir a Gustavo Álvarez Martínez y a Ronald Reagan las consecuencias de su política contra la revolución sandinista y el propio pueblo hondureño. Peliagudos debates, tuvieron lugar alrededor de estas cuestiones entre los líderes nicaragüenses, con la presencia algunas veces de los caudillos insurrectos de Honduras.[19]

Por fin, aunque muy estrechamente, triunfó la tesis de darle todo el apoyo que fuera necesario a Mata, para lanzarse contra Álvarez; dotándolo, por supuesto, de algunos de los equipos que antes pertenecieron a la Guardia Somocista. Así es como el 19 de julio de 1983, una columna de 96 combatientes atravesara la línea fronteriza de ambos países, por el sector de Cordillera entre Ríos, para instalarse en una aislada y boscosa área próxima al río Patuca, donde se establecerá la base Congolón.
La columna guerrillera del PRTC era acompañada por el sacerdote jesuita James Francis Carney, conocido como Padre Guadalupe.